# زبان فارویی
زبان فارویی (føroyskt) یکی از زبان‌های ژرمنی است.
این زبان از شاخه نوردیک غربی (اسکاندیناوی غربی) است و ۴۸ هزار گویشوَر در جزایر فارو و ۱۲ هزار گویشور در دانمارک دارد.
فارویی یکی از سه زبان جزیره‌ای اسکاندیناوی است که از زبان نروژی باستان که در زمان وایکینگ‌ها صحبت می‌شد مشتق شده‌است. دو زبان دیگر مشتق‌شده عبارت‌اند از ایسلندی و نورن (منقرض شده).